# Rachid Sehili
Rachid Sehili, né en 1919 et décédé le 20 août 1990, est un footballeur tunisien.

## Biographie
Il rejoint les rangs de l'Étoile sportive du Sahel en 1934, année qui coïncide avec l'avènement de Mohamed Boudhina, premier entraîneur de formation ayant exercé en dehors de la capitale.
Ce dernier ne tarde pas à déceler le talent de Sehili et à le lancer dans la catégorie seniors. Jouant comme demi, il s'impose tout de suite comme le maître à jouer de son équipe. Celle-ci prend de l'envergure et parvient en demi-finale de la coupe de Tunisie en 1936-1937 puis dispute la finale de 1938-1939 qu'elle perd toutefois contre l'Espérance sportive de Tunis sur un score de 1 à 4. La Dépêche tunisienne le présente alors comme un « capitaine d'équipe, arme de l'attaque, très bon manieur ».
L'arrêt des compétitions l'amène à rejoindre les rangs de Grombalia Sports où il joue lors de critériums avant de revenir à l'Étoile sportive du Sahel en 1944-1945 pour y jouer un rôle de plus en plus important comme capitaine d'équipe, entraîneur adjoint et même entraîneur délégué. Ainsi, en 1949-1950, lorsque l'équipe remporte son premier titre national, c'est lui qui dirige souvent ses coéquipiers alors que Mohamed Boudhina préfère la direction technique.
En 1954-1955, il passe à la Patriote de Sousse comme entraîneur et joueur avant de rejoindre le Club africain l'année suivante et disputer, à 37 ans, la finale de la coupe de Tunisie. En effet, son talent l'emporte sur l'effet de l'âge. À l'occasion d'un match disputé entre le Club africain et la Patriote de Sousse dans le cadre des éliminatoires de la coupe de France, Le Petit Matin présente ainsi son portrait : « S'il est un joueur qui éclipsa complètement partenaires et adversaires, ce fut bien le vétéran Rachid. D'une activité extraordinaire pour un homme de son âge, il donna une leçon de placement et d'intelligence aux 21 acteurs du match qu'il marqua de sa personnalité. Toujours là où doit tomber normalement le ballon, il mena des contre-attaques aussi incisives qu'inattendues et fut à la base des deux buts réussis par son club [...] Grâce à lui, le match ne sombra pas dans la monotonie car les spectateurs purent à loisir apprécier sa classe toujours aussi pétillante comme à ses plus beaux jours ».
Il quitte par la suite la Patriote de Sousse mais le sort du club l'émeut et il y revient pour le sauver de la disparition. Il l'entraîne de 1958 à 1962 et y joue à l'âge de 42 ans, aux côtés de son fils Moncef, devenu plus tard président de l'équipe. L'équipe ne résiste pas cependant à la dissolution en 1963 : il décide d'assumer en même temps les fonctions de président et d'entraîneur et de la relancer, l'équipe revenant en division nationale en 1974. Mais, lorsqu'il disparaît, son équipe ne lui survit pas malgré les efforts de son fils. L'activité du doyen des clubs omnisports de Tunisie, fondé en 1898, se limite désormais à un ou deux sports individuels.
Rachid Sehili a disputé seize rencontres internationales avant l'indépendance.